# Jaciment arqueològic de Can Busquets
Can Busquets és un jaciment prehistòric al municipi de Sant Quintí de Mediona (l'Alt Penedès), inclòs a l'Inventari del Patrimoni Arqueològic i Paleontològic de Catalunya.
El jaciment ha sigut identificat com un taller o centre de producció i explotació de sílex amb cronologia que va des del Paleolític mitjà (-50.000/-24.000) al Paleolític Superior (-33000/-9000).
El jaciment va ser descobert a l'estiu de 1959 per Josep Masachs, i més tard va ser prospectat. El jaciment s'estén per les vinyes i el turó que hi ha darrere de la masia abandonada dins de l'indret de Can Busquets. Les restes trobades en aquest jaciment s'han relacionat amb els afloraments de La Bòria (Sant Quintí de Mediona) i Mas Pinyol (Font-rubí). La indústria conservada consta d'una petita mostra de 19 retocats, 15 fragments, 7 ascles, tots molt deshidratats i amb una pàtina blanquinosa-groguenca. Sis denticulats, set rascadors, tres d'ells transversals, un de punta, un abrupte, una osca, un burí, 2 retocs marginals. La datació de Paleolític Superior se li dona perquè, tot i la presència de rascadors transversals típics del Paleolític mitjà la imprecisió i el caràcter general de la mostra, juntament amb la presència de burí fa pensar en un Paleolític Superior Inicial en què en un primer moment encara perdura la tècnica del Mosterià.